# Figure It Out
Figure It Out es un programa de juego de niños estadounidense originalmente presentado por Summer Sanders que salió al aire en Nickelodeon durante cuatro temporadas a partir del 7 de julio de 1997 hasta el 12 de diciembre de 1999. Una readaptación de la serie comenzó a trasmitirse el 11 de junio de 2012, y es presentado por Jeff Sutphen.
Los niños con habilidades especiales o únicos logros compiten como concursantes en el show, mientras que un panel de cuatro celebridades de Nick tratan de adivinar la frase predeterminada que describe el talento del concursante. La serie es una adaptación libre de What's My Line? y I've Got a Secret, tanto establecido el panel del programa creado por Mark Goodson y Bill Todman.
Poco después que la serie salió al aire el último episodio de la primera trasmisión, Figure It Out comenzó a transmitir repeticiones en Nick GAS hasta que el canal salió del aire a finales de 2007 (2009 en Dish Network), siendo precisamente su último programa emitido antes del cambio a The N. La serie fue originalmente grabada en los estudios de Nickelodeon en Universal Studios en Orlando, Florida. Los episodios del reboot se realizaron en Paramount Studios en Los Ángeles.

## Jugabilidad
Cada episodio tiene dos juegos de tres rondas cronometradas (originalmente en los 60 segundos de duración; en la actualidad, las rondas 2 y 3 son 45 segundos de duración), en que el grupo se turnan para pedir un sí o un no para tratar de adivinar el talento del concursante. Cada vez que un miembro del jurado menciona una palabra que forma parte de la frase que describe el talento secreto, la palabra se entrega en un tablero que muestra el rompecabezas. Este tablero de juego se refiere como Billy, el Jefe de Respuesta durante el funcionamiento de la serie original y se conoce simplemente como el Tablero "No" en la adaptación actual de la serie.
Este tablero de juego muestra que las palabras de la frase sea adivinada, junto con espacios en blanco denotan las palabras insospechadas. Las preposiciones y artículos, tales como "de" y "un", se proporcionan de forma automática. El concursante gana un premio después de cada ronda su talento sigue siendo insospechado, el premio por ganar la tercera ronda es un viaje. En la temporada 1 los premios consistieron principalmente en apoyos de sobra a partir de las entonces-desaparecidas series de Nickelodeon como All That, Legends of the Hidden Temple, y Global Guts. Los premios de mercancías (como un Nintendo 64) y tarjetas de regalo para tiendas, incluyendo Kids Foot Locker, Toys 'R' Us, y Loew's comenzó a aparecer como los premios durante las últimas temporadas. Si la Ronda 3 termina con al menos una palabra que no es revelada, cada panelista debe adivinar al final el talento del concursante (las palabras correctas que se encuentran en la estimación final se revela, ya durante el juego). El juego termina cuando un miembro del jurado adivina el talento secreto o si no adivina el talento correctamente los panelistas después de "adivinar la última" etapa.
En cada ronda, los panelistas reciben una pista como una pista para una de las palabras de la frase secreta. La clave por lo general toma la forma de los objetos físicos – como las fechas para indicar una pista acerca de los calendarios – sonidos (rara vez utilizado), o la pantomima (la "Brigada Charade" (Temporada 1-4), "Fuerza Clave 3" (Temporada 5)), por lo general dos o tres miembros del elenco que actuará una palabra de la frase en la Ronda 3).
Al final del juego, después de que el talento secreto es revela, el concursante demuestra o muestra la habilidad de él o ella y lo discute con el anfitrión y el panel.

### Acción Slime Secreto
Antes de la Ronda 2 en cada juego, un miembro es seleccionado al azar de la audiencia en el estudio juega por un premio (un premio de mercancías, tales como Nintendo 64 o una bicicleta de montaña, en la temporada 1, una cifra que fuera la marca de artículos de ropa de temporadas 2-5) si por lo menos un integrante que realiza la acción (y posteriormente le cae "slime") al final de la Ronda 3.
La acción designada como la Secret Slime Action suele ser simple y casi garantizado; tocando una pista, mirando a la izquierda (que era reflexivo, como pistas fueron comúnmente ruedas en una pista pequeña de un túnel a la del panel de la izquierda), usando la frase "Are you..." o "Is it...", mirando a la audiencia detrás del panel (que fue utilizado a veces en busca de pistas), diciendo "I don't know", teniendo un cierto nombre, e incluso ser un miembro del jurado fueron utilizados como Acciones. A pesar de ello, y contrariamente a la creencia popular, el Secret Slime Action NO siempre se realiza.
Algunas acciones son, lógicamente inaplicable, tales como "pensando en los cocos" o "pensando en sopa de hongos"; Especialmente en las últimas temporadas, un éxito de la acción ha sido sobre todo una conclusión inevitable – las variables han sido sólo cuando es provocado, y por quién (no necesariamente un miembro del jurado).
Cuando el Secret Slime Action es provocado, todas las paradas de juego (incluido el reloj) mientras que al panelista le cae slime y la Acción es revelada, después de lo cual el juego se reanuda. El anfitrión sabe de la acción y en ocasiones trucos panelistas en su realización, haciéndoles decir o tocar algo (en un episodio, la acción fue "tocar la cabeza"; Sanders se tocó la cabeza y dijo: "¿Has hecho algo con tu pelo?", lo que provocó que el panel se tocará sus cabezas en la reacción.

### Palabra de Honor
Antes de cada juego, una palabra de los secretos de los concursantes ha sido designado como la "palabra de honor". En caso de que el panel adivine la palabra, al concursante le cae slime. El reloj se detiene cuando al concursante le cae slime.

## Panelistas
Tres o los cuatro panelistas se han tomado de las series transmitidas en Nickelodeon en el momento. Regulares durante la transmisión original incluía a los miembros del elenco de All That Amanda Bynes, Lori Beth Denberg (quien queda después de la temporada 3), y Danny Tamberelli (quien también actuó en la serie de Nick Las aventuras de Pete & Pete).
El primer asiento en el panel usualmente es reservado para un panelista mayor de edad, ya sea un actor mayor de Nick (por lo general Kevin Kopelow de All That) o no-famosos de Nickelodeon (como Taran Noah Smith, de Home Improvement). En un momento, CatDog y Cousin Skeeter fueron panelistas. 
Otros panelistas invitados fueron Coolio (semi-regular en Match Game de 1998); Mike O'Malley (serie de Nick Get the Picture y GUTS de 1991–1995); Colin Mochrie (regular en Whose Line Is It Anyway?), que, junto con Kevin Kopelow, le cayó slime en particular por "tener una cabeza brillante"; Paul Wight ("The Big Show" de la WWE, entonces conocido como "The Giant"); Chris Jericho también de la WWE, "Hacksaw" Jim Duggan (WWE Salón de la Fama); y Rondell Sheridan (regular en Match Game de 1998).
También hubo un episodio en el que Lori Beth y Summer cambiaron los roles para la mitad de un episodio. Summer tomó el asiento de Lori Beth como panelista, y Lori Beth tomó el papel de Summer como presentadora para el Juego 1.

## Lista de panelistas

### Trasmisión original
(#): Temporada (s) apareció
- Dave Aizer (4)
- Vanessa Baden (1)
- Kareem Blackwell (4)
- Steve Burns (4)
- Adam Busch (1)
- Amanda Bynes (1-4)
- Boris Cabrera (4)
- Jesse Camp (4)
- Carrot Top (3)
- Aaron Carter (3)
- CatDog (4)
- Cedric Ceballos (3)
- Coolio (3)
- Cousin Skeeter (3)
- Ellen David (3)
- Erin J. Dean (2-4)
- Lori Beth Denberg (1-3)
- Doug E. Doug (4)
- Jim Duggan (4)
- Preslaysa Edwards (1)
- Julius Erving (4)
- Lindsay Felton (4)
- Schuyler Fisk (4)
- Leon Frierson (2)
- Judy Grafe (3)
- Jenna Leigh Green (1)
- Meagan Good (3)
- Jack Hanna (4)
- Penny Hardaway (2)
- Dennis Haskins (3)
- Sherman Hemsley (4)
- Evander Holyfield (4)
- Chris Jericho (3)
- Brian Knobbs (4)
- Christy Knowings (2-4)
- Kevin Kopelow (1-4)
- Tara Lipinski (4)
- Mike Maronna (3)
- Kel Mitchell (2-3)
- Colin Mochrie (4)
- Phil Moore (1-3)
- Mýa (4)
- Joe Namath (2)
- Irene Ng (1-4)
- Eleanor Noble (3)
- Mike O'Malley (1-2)
- Carla Overbeck (4)
- Steve Purnick (2)
- Moira Quirk (1-2)
- Hardy Rawls (3)
- Alisa Reyes (1)
- Robert Ri'chard (3)
- Tiffany Roberts (4)
- Bob Sanders (padre de Summer Sanders)  (3)
- Summer Sanders (2)
- Mark Saul (4)
- Josh Server (1-2)
- Rondell Sheridan (4)
- Richard Simmons (4)
- Arjay Smith (2, 4)
- Neil Smith (2)
- Taran Noah Smith (1-2)
- Kordell Stewart (2)
- Shane Sweet (2, 4)
- Danny Tamberelli (1-4)
- Kenan Thompson (2-3)
- Michelle Trachtenberg (2-3)
- Marc Weiner (1)
- "Big Show" Paul Wight (2)
- Curtis Williams, Jr. (3)
- Travis White (3)

### Restablecimiento
- Alex Heartman (3 episodes)
- Allyson (Watch & Win Special Guest) (1 episode)
- Ana Mulvoy Ten (5 episodes)
- Ariana Grande (4 episodes)
- Ashley Argota (5 episodes)
- Avan Jogia (2 episodes)
- Camille Spirlin (5-6)
- Candace Parker (Special Guest) (1 episode)
- Carlos Knight (3 episodes)
- Carlos Pena, Jr. (2 episodes)
- Challen Cates (3 episodes)
- Chris Rene (Special Guest) (1 episode)
- Christopher O'Neal (3 episodes)
- Ciara Bravo (Regular Panelist) (10 episodes)
- Claudio Encarnación Montero (Regular Panelist) (10 episodes)
- Cody Simpson (Special Guest) (1 episode)
- Cristian Puente-Ortiz (Watch & Win Special Guest) (1 episode)
- Cymphonique Miller (4 episodes)
- Daniella Monet (2 episodes)
- Drake Bell (4 episodes)
- Elizabeth Gillies (4 episodes)
- Eric Lange (2 episodes)
- Gracie Dzienny (5 episodes)
- Halston Sage (4 episodes)
- Hannah Doughty (Watch & Win Special Guest) (1 episode)
- Jacob Bertrand (5-6)
- Jade Ramsey (6 episodes)
- Jake Weary (2 episodes)
- James Maslow (2 episodes)
- Jennette McCurdy (4 episodes)
- Kendall Schmidt (1 episode)
- Kirk Fox (3 episodes)
- Leon Thomas III (4 episodes)
- Logan Henderson (1 episode)
- Lucas Cruikshank (2 episodes)
- Lulu Antariksa (10 episodes)
- Marcus Canty (Special Guest) (1 episode)
- Marley (Watch & Win Special Guest) (1 episode)
- Matt Bennett (Regular Panelist) (9 episodes)
- Max Schneider (7 episodes)
- Metta World Peace (Special Guest) (1 episode)
- Michael Eric Reid (3 episodes)
- Nathan Kress (2 episodes)
- Noah Crawford (5 episodes)
- Noah Munck (6 episodes)
- Nolan Gould (1 episode)
- Rachel Crow (4 episodes)
- Ramy Youssef (2 episodes)
- Ryan Potter (9 episodes)
- Samantha Boscarino (5 episodes)
- Stephen Kramer Glickman (3 episodes)
- Tanya Chisholm (1 episode)
- Tony Hawk (1 episode)
- Victoria Justice (2 episodes)
- Victory Van Tuyl (2 episodes)

## Cambios de formato
Para la temporada 3 (otoño 1998), la serie se convirtió en Figure It Out: Family Style, con dos o tres concursantes que se relacionaban, normalmente entre padres e hijos o hermanos. A veces, en la 2ª mitad, el panel puede tener un miembro de la familia del concursante. A veces, la Brigada de Charade puede tener miembros de la familia de los panelistas y el anfitrión. Figure It Out: Family Style también cuenta con el Little Billy. Si los panelistas descubierto el secreto de los concursantes, entonces, el Little Billy (una versión en miniatura de Billy The Answer Head) saldría. Summer lee una pregunta sobre el talento de la familia y luego cada panelista tratar de adivinar una (imposible) solución. Si no puede resolverlo, entonces la respuesta en el Little Billy se revelan y le da a la familia otra oportunidad de ganar un premio (por lo general prendas de vestir de Figure It Out). 
Para la temporada 4 (Otoño 1999), la serie fue retitulada Figure It Out: Wild Style y se centró exclusivamente en los talentos con animales; además, Billy The Answer Head fue reformulado en varios animales. Durante estos episodios, los panelistas se volvieron locos con el pelo, pelucas y maquillaje, luciendo un diferente, aspecto distintivo. Lori Beth Denberg nunca apareció en ninguno de esos episodios, porque ella dejó de Nickelodeon y pasó a "The Steve Harvey Show", por lo que durante estos episodios, los panelistas, tales como Steve Burns, Shane Sweet, Erin J. Dean, Christy Knowings, Irene Ng y Kareem Blackwell en sustitución de Lori Beth en la silla en el extremo derecho.
Para la temporada 5 (verano 2012), la serie fue retitulada como una vez más a Figure It Out. El set, el anfitrión, los panelistas, el tema musical, y el logo fueron modificados para el servicio público contemporáneo de Nickelodeon. El juego también fue ligeramente modificado para incluir el componente Word of Honor y acortar la longitud de las rondas 2 y 3. (Originalmente, todas las rondas eran 60 segundos de duración, en la nueva versión, las rondas 2 y 3 se juegan en 45 segundos). Además, Billy The Answer Head se cambió a la "IT Board." 
Cardinal Games dio a conocer un juego de mesa basado en la serie en 1998. Cardinal games incluyó "Name That Thingy", "Name That Critter", "The Drench Bench", "The Last Laugh" "Lightning Letters", "Little Billy" y "The Secret Panel Match Up."